# Балалаев, Вячеслав Ефимович
Вячеслав Ефимович Балала́ев (5 января 1950 г. в с. Волконск, Дмитровский район, Орловской область, РСФСР, СССР — 20 декабря 2019 г. г. Сафоново, Смоленская область, Россия) — российский политик, депутат Государственной Думы Федерального Собрания РФ I созыва (1993—1995), глава Сафоновского района Смоленской области с 1997 по 2019 год.

## Биография
В 1969 году получил средне-техническое образование окончив Орловский техникум механизации и электрификации сельского и лесного хозяйства. В 1982 году получил высшее образование, окончив Московскую высшую партийную школу. В 1998 году получил экономическое образование во Всероссийском заочном финансово-экономическом институте.
С 1969 по 1975 год работал в колхозе имени Урицкого техником-электриком. С 1975 года работал в колхозе имени Куйбышева в Сафоновском районе Смоленской области заместителем председателя колхоза, был секретарём партийной организации КПСС колхоза. С 1975 года избирался депутатом Сафоновского городского Совета депутатов и Сафоновского районного Совета депутатов.
С 1979 по 1987 год работал в совхозе «Искра» директором. С 1987 по 1988 год был секретарём Сафоновского городского комитета КПСС. С 1988 по 1991 год был членом Бюро Смоленского областного комитета КПСС. С 1988 по 1993 год работал в АПК «Сафоновский» генеральным директором. В 1989 году возглавлял Аграрный союз Смоленской области. С 1993 по 1994 год работал начальником управления сельского хозяйства, заместителем главы администрации Сафоновского района.
В 1993 году избран депутатом Государственной думы I созыва от Вяземского одномандатного избирательного округа № 167. В Государственной думе был членом комитета по собственности, приватизации и хозяйственной деятельности, входил во фракцию Аграрной партии России.
В 1996 году работал начальником управления сельского хозяйства, заместителем главы администрации Сафоновского района. В декабре 1996 года был избран на должность главы администрации Сафоновского района Смоленской области.
С 2000 по 2015 год ещё четыре раза избирался главой муниципального образования «Сафоновский район» Смоленской области, трижды избирался на всенародных выборах 27 декабря 2000 года, 27 декабря 2004 года, 19 марта 2010 года, и один раз на основании конкурса 28 октября 2015 года. Был членом Президиума регионального политсовета Партии «Единая Россия».
Скончался 20 декабря 2019 года от продолжительной болезни в городе Сафоново Смоленской области.

## Награды
- Орден Дружбы
- Медаль «За заслуги в проведении Всероссийской переписи населения»
- Медаль «В память 200-летия Минюста России»
- Юбилейная медаль «100 лет профсоюзам России»
- Нагрудный знак «Отличник физической культуры и спорта»
- Знак отличия «Почётный работник общего образования Российской Федерации»
- Благодарность Президента Российской Федерации
- Почетная грамота Министерства сельского хозяйства Российской Федерации
- Орден «За службу России» I степени (награда казачества России)
- Почетный знак «За заслуги в развитии местного самоуправления в Российской Федерации»
- Почетная грамота администрации Смоленской области
- Почетная грамота Общероссийского Конгресса муниципальных образований
- Почетная грамота Смоленской областной Думы
- Орден Святого благоверного князя Даниила Московского III степени